# Галф Парк Естејтс (Мисисипи)
Галф Парк Естејтс (енгл. Gulf Park Estates) насељено је место без административног статуса у америчкој савезној држави Мисисипи.

## Демографија
По попису из 2010. године број становника је 5.719, што је 1.447 (33,9%) становника више него 2000. године.
| Група             | 2000.         | 2010.         |
| Белци             | 3.864 (90,4%) | 4.688 (82,0%) |
| Афроамериканци    | 154 (3,6%)    | 448 (7,8%)    |
| Азијати           | 66 (1,5%)     | 158 (2,8%)    |
| Хиспаноамериканци | 98 (2,3%)     | 262 (4,6%)    |
| Укупно            | 4.272         | 5.719         |